# Текстура евтакситова

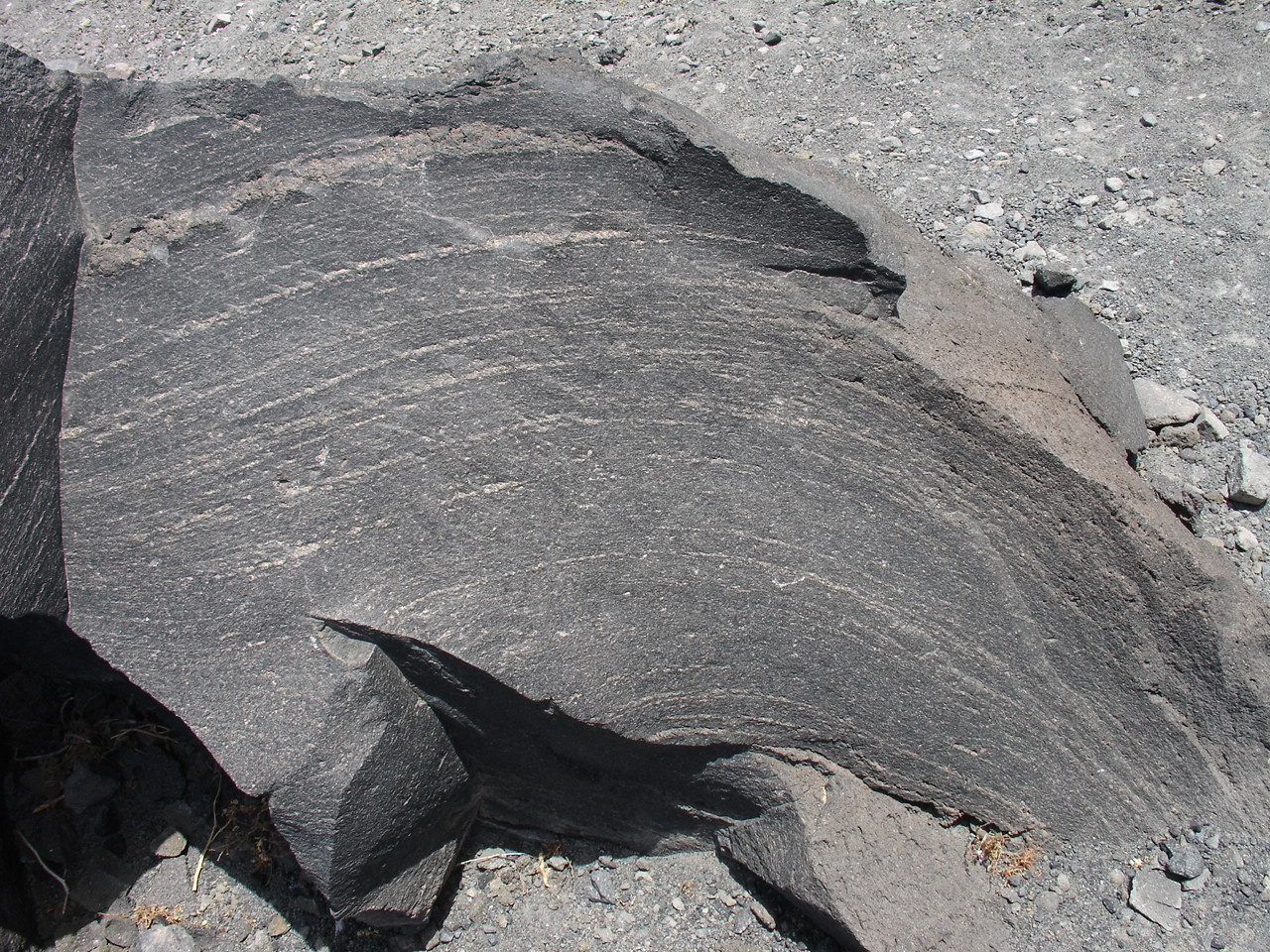
Смугаста магматична гірська порода (Греція). Простежуються потоки лави.

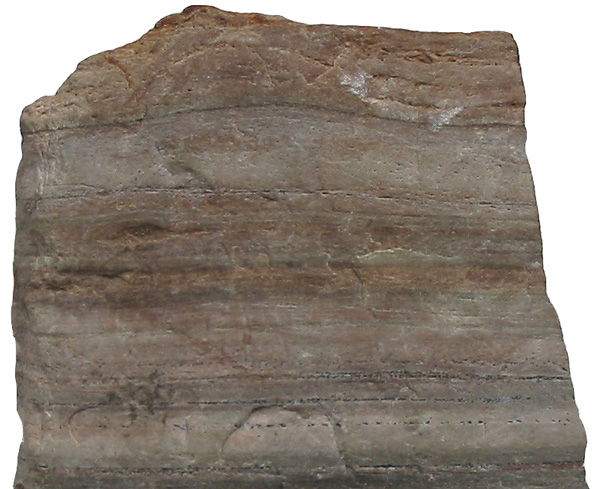
Смугастий Кварцит — зразок метаморфічної породи.

Текстура евтакситова – різновид текстури гірських порід.  Текстура смугастих вулканічних та метаморфічних порід. Окремі шари мають різний мінеральний склад та структуру.